# 세이슌 컬렉션
세이슌 컬렉션(青春コレクション 청춘 컬렉션[*])은 2010년 6월 9일에 발매된 모닝구무스메의 마흔세 번째 싱글이다.

## 개요
- 초회한정반 A, B, C, 통상반으로 발매. 초회한정반 A에는 CD + DVD (Dance Shot Ver.)이 수록되었으며, 초회한정반 B에는 CD + DVD (Close-up Ver.), 초회한정반 C에는 CD + DVD (청춘Ver. - type 1-), 통상반까지 전작에 이어 4종류이다. 또한 초회한정반 A, B, C, 통상반에는 이벤트 추첨 시리얼 넘버 카드가 봉입되었다.

- 6월 1일자 music.jp 비디오 클립 일간 랭킹에서 1위를 획득하였다.[1]

## 수록곡
1. 青春コレクション
작사, 작곡 : 층쿠 / 편곡 : 오쿠보 가오루
BS-TBS 개국 10주년 기획 무대 《패셔너블》 테마곡
2. 友 (とも)
작사, 작곡 : 층쿠 / 편곡 : AKIRA
재팬 엑스포 11 테마곡
3. 青春コレクション (Instrumental)

## 참여 뮤지션
※괄호는 트랙 번호
- 오쿠보 가오루 - 키보드, 프로그래밍 (1)
- 고이케 히로유키 스트링스 - 스트링스 (1)
- 가메다 고지 - 기타 (1)
- 다카하시 아이 - 코러스 (1, 2)
- 카메이 에리 - 코러스 (1, 2)
- AKIRA - 프로그래밍 (2)
- 다케우리 히로아키 - 코러스 (2)

## 차트
- 주간 최고 순위 3위 (오리콘 차트)
- 2010년 6월 월간 순위 12위 (오리콘 차트)
- 주간 최고 순위 2위 (CDTV)